# Trehaloza O-mikoliltransferaza
Trehaloza O-mikoliltransferaza (EC 2.3.1.122, alfa,alfa'-trehaloza 6-monomikolat:alfa,alfa'-trehaloza mikoliltransferaza, alfa,alfa'-trehaloza-6-mikolat:alfa,alfa'-trehaloza-6-mikolat 6'-mikoliltransferaza) je enzim sa sistematskim imenom alfa,alfa-trehaloza-6-mikolat:alfa,alfa-trehaloza-6-mikolat 6'-mikoliltransferaza. Ovaj enzim katalizuje sledeću hemijsku reakciju:
2 alfa,alfa-trehaloza 6-mikolat {\displaystyle \rightleftharpoons } alfa,alfa-trehaloza + alfa,alfa-trehaloza 6,6'-bismikolat
Ovaj enzim katalizuje razmenu mikolinske kiseline između trehaloza, trehaloza mikolata i trehaloza bismikolata.  Trehaloza 6-palmitat takođe može da deluje kao donor.

## Literatura
- Nicholas C. Price; Lewis Stevens (1999). Fundamentals of Enzymology: The Cell and Molecular Biology of Catalytic Proteins (Third изд.). USA: Oxford University Press. ISBN 019850229X.
- Eric J. Toone (2006). Advances in Enzymology and Related Areas of Molecular Biology, Protein Evolution (Volume 75 изд.). Wiley-Interscience. ISBN 0471205036.
- Branden C; Tooze J. Introduction to Protein Structure. New York, NY: Garland Publishing. ISBN 0-8153-2305-0.
- Irwin H. Segel. Enzyme Kinetics: Behavior and Analysis of Rapid Equilibrium and Steady-State Enzyme Systems (Book 44 изд.). Wiley Classics Library. ISBN 0471303097.

## Spoljašnje veze
- Trehalose+O-mycolyltransferase на 